# Liste der Kulturdenkmäler in Birgel
In der Liste der Kulturdenkmäler in Birgel sind alle Kulturdenkmäler der rheinland-pfälzischen Ortsgemeinde Birgel aufgeführt. Grundlage ist die Denkmalliste des Landes Rheinland-Pfalz (Stand: 17. Juli 2023).

## Einzeldenkmäler
| Bezeichnung                           | Lage                  | Baujahr                | Beschreibung                                                                        | Bild                           |
| ------------------------------------- | --------------------- | ---------------------- | ----------------------------------------------------------------------------------- | ------------------------------ |
| Quereinhaus                           | Bahnhofstraße 12 Lage | 1882                   | Quereinhaus, bezeichnet 1882                                                        | Fotos hochladen                |
| Hofanlage                             | Dorfstraße 1 Lage     | 1808                   | Winkelhof; Wohnhaus, bezeichnet 1808, jüngere Wirtschaftsgebäude, altes Hofpflaster | Fotos hochladen                |
| Katholische Filialkirche St. Hubertus | Hauptstraße Lage      | frühes 16. Jahrhundert | Saalbau, frühes 16. Jahrhundert                                                     | weitere Bilder Fotos hochladen |